# Piotr Dzięcioł
Piotr Dzięcioł (ur. 29 czerwca 1950 w Świętej Katarzynie) – polski producent filmowy.

## Życiorys
Ukończył w 1973 studia na Wydziale Prawa i Administracji Uniwersytetu Wrocławskiego. Został również absolwentem Wyższego Zawodowego Studium Organizacji Produkcji Filmowej i Telewizyjnej Państwowej Wyższej Szkoły Filmowej, Telewizyjnej i Teatralnej w Łodzi.
W 1991 założył przedsiębiorstwo Opus Film, której działalność objęła produkcje kinowe i telewizyjne, a także spoty reklamowe. Uzyskał członkostwo w Polskiej Akademii Filmowej, a w 2004 w Europejskiej Akademii Filmowej. Był członkiem Polskiego Instytutu Sztuki Filmowej.
Jest producentem m.in. Ediego zgłoszonego w 2002 do rywalizacji o Oscara w kategorii filmu nieanglojęzycznego. Największy sukces odniosła natomiast wyprodukowana przez niego w 2013 Ida, którą nagrodzono m.in. Oscarem i Nagrodą Brytyjskiej Akademii Filmowej dla najlepszego filmu nieanglojęzycznego.
Ojciec Łukasza Dzięcioła (producenta filmowego) i Wojciecha Dzięcioła (artysty plastyka).

## Filmografia
- 2017 – Ultraviolet (producent, obsada aktorska)
- 2014 – Obywatel (producent)
- 2013 – Ida (producent)
- 2012 – Paradoks (producent)
- 2011 – Wymyk (producent)
- 2011 – Baby są jakieś inne (koproducent)
- 2011 – Cudowne lato (producent)
- 2009 – Moja krew (producent)
- 2009 – Zero (producent)
- 2008 – Wiosna 1941 (producent)
- 2007 – Lekcje pana Kuki (producent)
- 2007 – Aleja gówniarzy (koproducent)
- 2006 – Inland Empire (producent liniowy w Polsce)
- 2006 – Hi way (producent)
- 2006 – Szklane usta (producent)
- 2006 – Chłopiec na galopującym koniu (producent)
- 2005 – Z odzysku (producent)
- 2005 – Masz na imię Justine (producent)
- 2005 – Mistrz (producent)
- 2003 – Zwierzę powierzchni (producent)
- 2002 – Edi (producent)
- 1994 – Wyliczanka (kierownictwo produkcji)
- 1993 – Taranthriller (kierownictwo produkcji)
- 1992 – Novembre (producent wykonawczy)
- 1989 – Gdańsk 39 (kierownictwo produkcji)
- 1987 – Nad Niemnem (kierownictwo produkcji)
- 1986 – Kolega Pana Boga (kierownictwo produkcji)
- 1985 – Diabelskie szczęście (kierownictwo produkcji)
- 1984 – Rycerze i rabusie (kierownictwo produkcji: odc. 3., kierownictwo produkcji II: odc. 1., 2., 4.–7.)
- 1984 – Alabama (kierownictwo produkcji)
- 1983 – Ostrze na ostrze (kierownictwo produkcji II)
- 1982 – Prognoza pogody (kierownictwo produkcji II)
- 1981 – Klejnot wolnego sumienia (kierownictwo produkcji II)
- 1981 – Czerwone węże (kierownictwo produkcji II)
- 1980 – Jeśli serce masz bijące (kierownictwo produkcji II)
- 1979 – Placówka (kierownictwo produkcji II)
- 1979 – Paciorki jednego różańca (organizacja produkcji)
- 1978 – Pogrzeb świerszcza (organizacja produkcji)
- 1978 – Płomienie (kierownictwo produkcji II)
- 1978 – Pejzaż horyzontalny (kierownictwo produkcji II)
- 1977 – Szarada (kierownictwo produkcji II)
- 1976 – Ptaki, ptakom... (współpraca produkcyjna)
- 1976 – Przepraszam, czy tu biją? (współpraca produkcyjna)
- 1975 – Wieczór u Abdona (organizacja produkcji)

## Odznaczenia i wyróżnienia
- 2003 – tytuł „Łodzianin Roku 2002”
- 2007 – „Złoty Anioł”, za wkład w rozwój polskiego młodego kina, przyznany Opus Film i jej założycielowi na International Film Festival Tofifest w Toruniu
- 2013 – Srebrny Medal „Zasłużony Kulturze Gloria Artis”[1]
- 2015 – Nagroda Specjalna Jury za film Obywatel na Festiwalu Filmowym w Gdyni
- 2018 – Medal 100-lecia Odzyskania Niepodległości[2]
- 2023 – tytuł honorowego obywatela Łodzi (2023)[3]